# John Holgers
John Peter Holgers, född 31 mars 1874 i Helsingborg, död 17 februari 1947 i Stockholm, var en svensk tandläkare.
John Holgers var son till köpmannen Peter Nilsson. Efter mogenhetsexamen i Helsingborg avlade han tandläkarexamen 1895 och blev Doctor of Dental Surgery i Illinois i USA 1897. Han innehade tandläkarpraktik i Helsingborg 1897–1920 och var från 1920 praktiserande tandläkare i Stockholm. Holgers förtog flera utländska studieresor och studerade bland annat i Tyskland 1915 och 1917 genom första världskriget uppkomna käkskador. Han tillhörde stiftarna av Sydsvenska tandläkaresällskapet 1906 och var dess ordförande 1906–1911 och 1916–1917 samt styrelseledamot i Svenska tandläkaresällskapet 1920–1927 och därunder ordförande 1921–1923. I Sveriges tandläkareförbund var han ordförande 1925–1928 och 1932–1933 och i Skandinaviska tandläkareföreningen var han sekreterare 1912–1916, skattmästare 1923–1926 och ordförande 1936–1939. Holgers blev hedersdoktor i odontologi vid medicinska fakulteten i Leipzig 1926. I fackpressen publicerade han ett stort antal uppsatser i odontologiska och kårsociala ämnen. Han är begravd på Donationskyrkogården i Helsingborg.